# Tsuyu
Tsuyu, auch Baiu (jap.: 梅雨; wörtlich Pflaumenregen) heißt die japanische Regenzeit, die je nach Region im Juni und Juli vorherrscht. Während sie in Okinawa etwa von Mitte Mai bis Mitte Juni dauert, beginnt und endet sie in Kansai etwa 3 Wochen später, in Kantō gut eine weitere Woche später. Hokkaidō wird von den sich abschwächenden Regenfronten nicht erreicht.
Die Regenfronten bilden sich, wenn im Frühjahr feuchte Luft über dem Pazifik auf die kühlere kontinentale Luftmasse trifft. Mit dem Ansteigen des Luftdrucks über dem Pazifik wird die Front nordwärts abgedrängt. Tiefdruckgebiete bilden sich entlang der Front und bringen Regen nach Japan, Korea, Taiwan und das Becken des Jangtsekiang in China.
Für das Wachstum der Reispflanzen spielt die Regenzeit eine wichtige Rolle, gilt aber bei den meisten Japanern als die unbeliebteste Zeit des Jahres. Typischerweise wird sie als „fünfte Jahreszeit“ bezeichnet.
Vor der Verbreitung von Klimaanlagen und Aspekten der Verstädterung wie der Überdachung vieler wichtiger Fußwege in den Städten, war es in den tieferen Lagen schwer, Wäsche, Futons und manchen Hausrat zu trocknen, beziehungsweise trocken zu halten und vor dem Verderben zu bewahren.
Im Juni hat Tōkyō durchschnittliche Niederschläge von 176 mm. Die September- und Oktober-Werte sind in der Stadt nur wegen der Auswirkungen der Taifune im Spätsommer höher.

## Wortherkunft
Für tsuyu ist die Schreibweise 梅雨, was an sich baiu gelesen würde. Früher wurde diese Regenzeit tatsächlich auch so genannt (黴雨). 黴 (bai) wird auch als kabi gelesen und bedeutet Schimmel, da in dieser Zeit eine sehr hohe Luftfeuchtigkeit herrscht und sich dadurch Schimmel schneller bildet.
Eine andere Theorie beruht darauf, dass die japanische Regenzeit gleichzeitig die Reifezeit der japanischen Pflaume ist. Im Chinesischen werden die gleichen Zeichen méiyǔ gesprochen, manchmal auch aussprachegleich als 霉雨 (Schimmelregen) aufgefasst. Aus dem gleichen Grund werden die Bezeichnungen in Bezug auf die Regenzeit in Jiangnan und Taiwan verwendet.

## „Pflaumenregen“ in Taiwan
Die Wettersaison des Pflaumenregens in Taiwan fällt typischerweise in die Monate Mai und Juni. In Nord-Taiwan beginnt sie typischerweise in der ersten und in Süd-Taiwan in der zweiten Maihälfte. Im Jahr 2018 begann die Saison erst am 5. Juni, was den spätesten Zeitpunkt seit Beginn der Wetteraufzeichnungen in Taiwan markierte. Sie wird durch eine stationären Front, die sich im Rahmen des Südwestmonsuns bildet, verursacht. Der durchschnittliche Niederschlag während dieser Wettersaison betrug in der Vergangenheit nach Angaben der taiwanischen Wetterbehörde 348 mm.